# McGuire Island
McGuire Island ist eine Insel im westantarktischen Palmer-Archipel. Sie liegt im nordöstlichen Abschnitt der Joubin-Inseln.
Das Advisory Committee on Antarctic Names benannte sie 1975 nach Thomas J. McGuire (1935–2010), Maschinist auf der RV Hero im Dienst der National Science Foundation auf ihrer Antarktisfahrt zur Palmer-Station im Jahr 1968.